# Нургалиева, Алёна Сабиржановна
Алёна Сабиржановна Нургалиева (2 января 1990, Омск) — российская футболистка, полузащитница клуба «Звезда-2005». Выступала за сборную России. Мастер спорта России международного класса (2016).

## Биография
Воспитанница омского футбола. Занималась в СДЮСШОР «Иртыш», тренер — Иванова Евгения Николаевна. Выступала за омские команды по футболу и мини-футболу, в том числе в первом дивизионе за «Иртыш».
С 2012 года играет за пермский клуб «Звезда-2005». Становилась чемпионкой России (2014, 2015, 2017), серебряным (2013, 2016) и бронзовым (2012/13, 2018, 2020) призёром чемпионата, обладательницей Кубка России (2013, 2015, 2016, 2018, 2019). Участвовала в матчах еврокубков.
В национальной сборной России сыграла единственный матч 8 апреля 2015 года против Южной Кореи, заменив на 83-й минуте Елену Морозову. В составе студенческой сборной России — серебряный призёр Универсиады 2015 года.

## Личная жизнь
Сестра Кристина также стала футболисткой и выступала за омский «Иртыш».